# Bam’s Unholy Union
A Bam's Unholy Union (magyar címén:Bam esküvője) a Viva La Bam folytatásának szánt műsor, amit 2007-ben adott le az amerikai Music Television. A műsor most is többnyire Bam Margera-ról szól, de ezúttal szerepet kapott benne gyerekkori barátja, szerelme, és leendő menyasszonya, Melissa Rothstein is. A sorozat az esküvő előtti 3 hónapnyi készülődést mutatja be, ahogyan a szerelmesek az esküvőt tervezgetik; az utolsó epizódban láthatjuk magát az esküvőt is.

## A főszereplők
A legfontosabb szereplők a sorozatban:
- Bam Margera
- Melissa Rothstein "Missy" (férjezett nevén Melissa Margera)
- Phil Margera
- April Margera
- Brandon Novak
- Brandon DiCamillo
- Rake Yohn

## Az epizódok
A sorozat természetesen csak 1 évadot ért meg és 9 epizódból áll.
Az epizódok (a címek egyelőre angolul):
- 1. epizód: "Welcome to Hell"
- 2. epizód: "Open Season on Brides"
- 3. epizód: "Detroit Rock City"
- 4. epizód: "Off With Her Shirt"
- 5. epizód: "Flipping the Christmas Bird"
- 6. epizód: "The Unicorn Whisperer"
- 7. epizód: "Bam's Gone Wild"
- 8. epizód: "I'll Never Be Single Again"
- 9. epizód: "The Unholy Union"

## Fordítás
- Ez a szócikk részben vagy egészben  a   Bam's Unholy Union című angol Wikipédia-szócikk fordításán alapul.  Az eredeti cikk szerkesztőit annak laptörténete sorolja fel. Ez a jelzés csupán a megfogalmazás eredetét és a szerzői jogokat jelzi, nem szolgál a cikkben szereplő információk forrásmegjelöléseként.